# Фурфуролацетоновые мономеры
Фурфуролацетоновые мономеры — это тип синтетических смол, полученных на основе альдольно-кротоновой конденсации фурфурола и ацетона под действием щелочного катализатора. Ацетон и фурфурол являются доступным химическим сырьём, при чём фурфурол получают как побочный продукт при сульфатной варке различных с/х отходов (кукурузных кочерыжек, древесная щепа, опилки и т.д.). В России фурфурол производится Кировским БиоХимЗаводом (БХЗ). 

В результате вышеуказанной химической реакции образуются 2 основных компонента моно- и дифурфурилиденацетон. В зависимости от исходного соотношения фурфурола и ацетона получаются различные марки фурфуролацетоновых мономеров. При эквимольном молярном соотношении фурфурола и ацетона (1 к 1) образуется мономер ФА, он содержит 50-70% монофурфурилиденацетона и 30-50% дифурфурилиденацетона, при соотношении фурфурола и ацетона 1,5 к 1 образуется мономер ФАМ, он содержит 30-45% монофурфурилиденацетона и 60-70% дифурфурилиденацетона, и мономер ДИФА, который образуется при соотношении фурфурола и ацетона 2 к 1, он содержит 2-10% монофурфурилиденацетона, 90-98% дифурфурилиденацетона.

Наиболее значимый вклад в развитие фурфуролацетоновых смол внесли советские учёные: Маматов Ю. М., Итинский В. И., Остер-Волков Н. Н.. Оказалось, что, при образовании густосшитой полимерной структуры, композиционные материалы, основанные на фурфуролацетоновых мономерах обладают комплексом ценных свойств: высокие физико-механические показатели, исключительной стойкостью к действию различных агрессивных сред (кроме окислителей), стойкость к действию  повышенных и пониженных температур, высокое коксовое число. Большое разнообразие химически активных групп и связей позволяют активно использовать такие смолы в качестве активного разбавителя . Фурфуролацетоновые мономеры используются в качестве связующего для пластобетонов, для получения различных лаков, мастик, клеевых композиций, футеровочных составов, для производства электролизных ванн, в качестве активного разбавителя эпоксидных смол,  для производства литьевых форм для выплавки стали и многое другое. 

Фурфуролацетоновые смолы образуют полимерную структуру под действием кислотных, основных катализаторов, а также под действием высокотемпературной обработки в течение нескольких часов. В качестве кислотных катализаторов используются в основном органические сульфокислоты, такие как бензол- и толуолсульфокислоты. В отличие от минеральных кислот (серная, фосфорная и др. кислоты), они менее активны и позволяют значительно улучшить эксплутационные свойства готовых изделий. В качестве основных катализаторов применяются полиэтиленполиамины и другие стандартные аминные отвердители эпоксидных смол. Для наилучшего результата, фурфуролацетоновые мономеры разбавляются эпоксидными смолами. Кроме этого, под действием повышенных температур  могут образовываться полимерные продукты.

В г. Фергана (Узбекистан) был построен цех по промышленному производству фурфуролацетоновых смол. Выбор данного города был обусловлен наличием в большом избытке древесных отходов, кукурузных кочерыжек, а производство фурфуролацетоновых смол напрямую связано с производством фурфурола. После развала СССР, данное производство было закрыто. 

На сегодняшний день имеется  информация по 1 производству данного типа смол на территории Российской Федерации - ООО «Химстрой» (г. Чебоксары), а развитием фурфуролацетоновых смол занимаются лишь несколько научных групп на территории бывшего СССР .